# 22780 McAlpine
22780 McAlpine è un asteroide della fascia principale. Scoperto nel 1999, presenta un'orbita caratterizzata da un semiasse maggiore pari a 2,2429280 UA e da un'eccentricità di 0,0981966, inclinata di 4,69496° rispetto all'eclittica.